# Modernisierungspartnerschaft
Der Begriff Modernisierungspartnerschaft geht auf eine Rede des deutschen Außenministers Frank-Walter Steinmeier zurück, der im Mai 2008 bei seinem ersten Russlandbesuch nach dem Amtswechsel im Kreml (von Wladimir Putin zu Dmitri Medwedew)  in Ekaterinenburg die Idee einer „Modernisierungspartnerschaft“ entwickelte, „die eine Konkretisierung der [immer noch offiziell im Sprachgebrauch der Bundesregierung bestehenden] ‚Strategischen Partnerschaft‘ darstellen sollte“.
2008, zu Beginn seiner Amtszeit, griff Medwedew die Idee bereitwillig auf und vereinbarte auch mit anderen europäischen Ländern und der EU Modernisierungspartnerschaften.
Deutschland hatte bereits kurz nach dem Zusammenbruch der Sowjetunion dem ersten frei gewählten Präsidenten Russlands Boris Jelzin Angebote einer engen Partnerschaft und umfassender Zusammenarbeit gemacht. Am 24. Juni 1994 wurde im Rahmen dieses Ansatzes das EU-Russland-Partnerschafts- und Kooperationsabkommen (PKA) geschlossen, das am 1. Dezember 1997 in Kraft trat.
Der Grundgedanke der „Strategischen Partnerschaft“, auf dem die Modernisierungspartnerschaft aufbaute, wurde vom Europäischen Rat auf seiner Sitzung am 3. und 4. Juni 1999 wie folgt dargestellt:

„Der Europäische Rat hat eine Gemeinsame Strategie der Europäischen Union für Rußland beschlossen. Mit dieser ersten Gemeinsamen Strategie soll die strategische Partnerschaft zwischen Rußland und der Europäischen Union gestärkt werden, die für die Wahrung von Frieden und Sicherheit in Europa und in der Welt sowie für die Meisterung der gemeinsamen Herausfor derungen in Europa von so ausschlaggebender Bedeutung ist. Zu diesem Zweck sieht die Europäische Union der Zusammenarbeit mit einem Rußland erwartungsvoll entgegen, das zunehmend durch Offenheit, Pluralismus, Demokratie und Stabilität gekennzeichnet ist und den Rechtsstaat als Untermauerung für eine prosperierende Marktwirtschaft verwirklicht. Diese Zusammenarbeit stärkt die Partnerschaft zwischen der Europäischen Union und Rußland und verleiht ihr eine weit in das kommende Jahrhundert reichende Perspektive.“

Am 25. Gipfeltreffen EU-Russland in Rostow am Don am 31. Mai und 1. Juni 2010 verabschiedeten die Europäische Union und Russland eine „Gemeinsame Erklärung“, mit der sie eine Modernisierungspartnerschaft eingingen.
In Deutschland war es insbesondere die SPD, die sich klar zum Kurs einer umfassenden Partnerschaft zu Russland bekannte und dies z. B. durch einen detaillierten Antrag an den Deutschen Bundestag befördern wollte. Dieser Antrag wurde am 27. Januar 2011 auf Empfehlung des Auswärtigen Ausschusses mit den Stimmen der CDU/CSU, FDP und Linken bei Stimmenthaltung der Grünen abgelehnt.
„Wie so viele Kampagnen in der Sowjetära verpuffte auch diese im neuen Russland – mit ernsten Konsequenzen für das deutsch-russische Verhältnis. Der Grund dafür lag im innenpolitischen Machtkalkül des Kremls. […] Der Kreml verabschiedete sich von der Möglichkeit, eine breit angelegte Reformpolitik mithilfe europäischer und amerikanischer Investitionen durchzuführen, und er ging zu einem groß angelegten Bemühen über, die angeschlagene Legitimität auf national-patriotischer und scharf anti-westlicher Basis wiederherzustellen.“